# Insuring Cutey
Insuring Cutey è un cortometraggio muto del 1915 diretto da Wally Van.

## Trama
L'impresario teatrale McCauley è convinto che, se Cutey si sposa, perderà tutte le sue ammiratrici e decide di mettergli alle calcagna due assicuratori. Cutey, che sta per sposare Kitty, si mette d'accordo con lei per menare per il naso il suo manager e i suoi due scagnozzi: si mette a scorrazzare per tutta la città, incontrando ragazze di ogni tipo a cui poi fissa un appuntamento. Le sei prescelte sono tutte convinte di ricevere presto una proposta di matrimonio. La delusione sarà grande quando Cutey, alla fine, presenterà Kitty come la sua fidanzata.
Trama di Moving Picture World synopsis in (EN)  su IMDb

## Produzione
Il film fu prodotto dalla Vitagraph Company of America.

## Distribuzione
Distribuito dalla General Film Company, il film - un cortometraggio in due bobine - uscì nelle sale cinematografiche statunitensi il 10 luglio 1915.